# 10-й Хутор
«10-й Хутор» — месторождение бентонитовой глины, расположенное в Усть-Абаканском районе Республики Хакасия, на 15 км юго-западнее Черногорска и на 2 км северо-западнее деревни Курганная. Известно с 1947 года, когда в угленосных отложениях Южно-Минусинской впадины был обнаружен бентонитоносный пласт. Разведано в 1959—1960 и 1962—1963 годах с выделением восьми пластов и общей оценкой запасов в 10 млн.т. Вскоре был построен Черногорский завод глинопорошка (ныне — ООО «Бентонит Хакасии») для обеспечения геологических предприятий буровым раствором.

## Геологическая характеристика
Район месторождения приурочен к визейским образованиям северо-западного крыла Черногорской мульды, находящейся в центральной части Минусинской котловины, и представляет собой степную безлесую равнину с невысокими кустообразными грядами и отдельными холмами. Располагается в центральной части Южно-Минусинской впадины и имеет весьма простое тектоническое строение. Черногорская мульда представляет собой плоскодонную синклиналь, сложенную породами каменноугольного и пермского возраста, занимающую площадь около 850 кв. км. Угленосная формация, выполняющая мульду, является бентонитоносной. Формация сложена туфами, туффитами, конгломератами, песчаниками, алевролитами, аргиллитами, известняками, углистыми породами с пластами и прослоями углей и бентонитов. Месторождение бентонитовых глин «10-й Хутор» приурочено к терригенным отложениям сарской свиты (C1sr). В пределах развития образований сарской свиты выделены бентонитоносные отложения, к которым приурочены пласты аргиллитов монтмориллонитового состава (бентонитовых аргиллитов), в приповерхностной части выветрелые и полуразложившиеся до глиноподобного состояния (бентонитовые глины). Основным компонетном бентонитов является монтмориллонит, который имеет пирокластическое происхождение. В пределах месторождения породы залеганиют моноклинально в северо-восточным направлении и образуют паденим на юго-восток под углом 6-8 град. По падению пласты прослежены на 100—125 м, их глубина 25 м. Тектонические нарушения в пределах месторождения отсутствуют. Мощность четвертичных отложений составляют до 1 м и представлены суглинками, супесями и песками. Генезис бентонитов месторождения «10-й Хутор» — вулканогенно-осадочный. Вулканогенноосадочные месторождения бентонитов формируются путем гальмиролиза — подводного преобразования вулканических пеплов и другого пирокластического материала. В составе бентонитоносных отложений по литологическому составу выделяется пять пачек: подстилающая, нижняя продуктивная, межпродуктивная, верхняя продуктивная и перекрывающая.

### Бентонитовые пласты
Промышленное значение имеют только пласты № 2 и № 4-8. Второй пласт бентонитов представлен выветрелыми бентонитами в основном массивной текстуры. Мощность пласта колеблется от 1,0 до 3,0 м, и в среднем равна 2,2 м. Четвертый пласт бентонитов. В строении пласта, подавляющая доля принадлежит бентонитам массивной текстуры, окраска которых зависит от глубины вскрытия пласта: от бледно-зеленой до серой. Средняя мощность равна 3,9 м. Пятый пласт бентонита, сложен бентонитами массивной текстуры, имеющие среднюю мощность 2,7 м. Шестой пласт бентонита имеет среднюю мощность 2,5 м. В строении пласта принимают участие в основном бентониты с окраской от бледно-зеленых на поверхности до голубоватых и зеленоватых у подошвы пласта. Седьмой пласт. Пласт прослеживается по всей площади изученного участка. В кровле пласта повсеместно залегает маломощный пласт выветрелых углей. Мощность пласта колеблется от 2,1 м до 6.7 м. Средняя мощность пласта составляет 2,4 м. Восьмой пласт. Пласт представлен в основном бентонитами массивной текстуры светло-голубовато-серой окраски. Местами содержит прослой углистых аргиллитов мощностью 0,1-0,3 м. Мощность пласта варьирует от 1,3 до 5,4 м, и в среднем составляет 3,0 м. Главным породообразующим минералом в составе бентонитовых глин месторождения «10-й Хутор» является монтмориллонит (в среднем 65-75 %). Второстепенными минералами являются гидрослюды, каолинит, полевые шпаты, кварц, кальцит и сидерит. Стоит отметить, что значительная часть кварца имеет размерность менее 0.071 мм.

### Химический состав и характеристики
Средний химический состав бентонитовых пластов месторождения «10-й Хутор»
| № п /п | Наименование пласта | Содержание в процентах на высушенное вещество | Содержание в процентах на высушенное вещество | Содержание в процентах на высушенное вещество | Содержание в процентах на высушенное вещество | Содержание в процентах на высушенное вещество | Содержание в процентах на высушенное вещество | Содержание в процентах на высушенное вещество | Содержание в процентах на высушенное вещество | Содержание в процентах на высушенное вещество | Содержание в процентах на высушенное вещество | Содержание в процентах на высушенное вещество | Содержание в процентах на высушенное вещество | Содержание в процентах на высушенное вещество |
| ------ | ------------------- | --------------------------------------------- | --------------------------------------------- | --------------------------------------------- | --------------------------------------------- | --------------------------------------------- | --------------------------------------------- | --------------------------------------------- | --------------------------------------------- | --------------------------------------------- | --------------------------------------------- | --------------------------------------------- | --------------------------------------------- | --------------------------------------------- |
| № п /п | Наименование пласта | SiO2                                          | Al2O3                                         | Fe2O3                                         | FeO                                           | CaO                                           | MgO                                           | Na2O                                          | K2O                                           | TiO2                                          | P2O5                                          | SO3                                           | H2O                                           | ппп                                           |
| 1      | Пласт 1             | 49,18                                         | 15,8                                          | 3,76                                          | 8,00                                          | 2,04                                          | 2,13                                          | 0,92                                          | 2,68                                          | 0,5                                           | 0,13                                          | 0,08                                          | 1,35                                          | 13,4                                          |
| 2      | Пласт 2             | 58,64                                         | 18,86                                         | 2,19                                          | 3,85                                          | 3,30                                          | 3,01                                          | 1,08                                          | 1,39                                          | 0,62                                          | 0,09                                          | 0,07                                          | 5,38                                          | 8,04                                          |
| 3      | Пласт 4             | 61,86                                         | 13,00                                         | 3,88                                          | 1,41                                          | 1,63                                          | 3,25                                          | 0,91                                          | 0,97                                          | 0,67                                          | 0,12                                          | 0,05                                          | 6,55                                          | 7,34                                          |
| 4      | Пласт 5             | 64,44                                         | 17,07                                         | 3,98                                          | 0,87                                          | 2,57                                          | 2,78                                          | 1,18                                          | 1,39                                          | 0,52                                          | 0,09                                          | 0,04                                          | 5,61                                          | 7,08                                          |
| 5      | Пласт 6             | 58,35                                         | 17,93                                         | 4,35                                          | 4,85                                          | 2,09                                          | 3,38                                          | 1,10                                          | 1,16                                          | 0,71                                          | 0,16                                          | 0,10                                          | 5,96                                          | 8,14                                          |
| 6      | Пласт 7             | 60,81                                         | 18,22                                         | 5,44                                          | 1,23                                          | 1,69                                          | 2,43                                          | 1,25                                          | 1,94                                          | 0,87                                          | 0,14                                          | 0,02                                          | 5,39                                          | 6,32                                          |
| 7      | Пласт 8             | 65,69                                         | 17,36                                         | 2,26                                          | 1,24                                          | 1,55                                          | 2,54                                          | 1,36                                          | 1,48                                          | 0,57                                          | 0,08                                          | 0,05                                          | 4,68                                          | 5,89                                          |

Реологические и прочностные показатели бентонитовых глин месторождения «10-й Хутор» в состоянии оптимальной активации
| Реологические показатели суспензии | Реологические показатели суспензии | Реологические показатели суспензии | Прочностные показатели.             | Прочностные показатели.                      | Прочностные показатели.      |
| ---------------------------------- | ---------------------------------- | ---------------------------------- | ----------------------------------- | -------------------------------------------- | ---------------------------- |
| Выход раствора, м3/т               | Индекс набухания, мл/г             | Эффективная вязкость, мПа*сек      | Предел прочности на сжатие, кгс/см2 | Предел прочности в зоне конденсации, кгс/см2 | Термическая устойчивость, ед |
| 12 — 20,0                          | 25 — 30                            | 25 — 45                            | 0,7 — 1,1                           |                                              |                              |
| 0,8-0,95                           |                                    |                                    |                                     |                                              |                              |

### Технико-экономические показатели
- Запасы месторождения утверждены протоколом № 235 от 18.08.1978 г ТКЗ Красноярского геологического управления в объеме 9,3 млн.т.
- По состоянию на 01.01.2018 г. запасы месторождения составят более 3 млн.т.
- Средняя мощность полезного ископаемого от 1 до 6 м.
- Средняя мощность вскрышных работ от 2-3 до 8-12 м:
- Годовой объем добычи бентонитовой глины в карьере: 400—450 тыс.т.